# Conus pelagicus
Conus pelagicus é uma espécie de gastrópode do gênero Conus, pertencente a família Conidae.